# リソース・グローバル・プロフェッショナル・ジャパン
リソース・グローバル・プロフェッショナル・ジャパン株式会社（Resources Global Professionals Japan）は1996年にアメリカで創業したグローバルコンサルティング会社であるResources Global Professionalsの日本支社である。 

## 概要
RGPは世界70ヵ国にオフィスを構え、2,400社に及ぶクライアントに対しコンサルティングサービスを提供している。
フォーチュン誌ベスト100社の内86社がクライアントである。また、2021年アメリカの最高経営コンサルティング会社と、最高の中規模雇用者リストでフォーブス誌より表彰されている。
ファイナンス領域のプロジェクト／定常業務の支援を最も得意としているが、その他にもDX（旧来のシステム導入を含む）、サプライチェーン及び購買領域の業務改善等のプロジェクトの推進／業務支援にも力を入れている。

## 沿革
- 1996年6月　デロイトのシニアパートナーであったドナルド B.マレー率いるチームにより、米国デロイト & Touche トーマツ LLPの一部門（Resources Connection Inc.,）として設立。
- 1999年4月　株式会社として独立
- 2000年12月　NASDAQ株式上場　Hoover’sより四半期のベストIPO 10の一つに選出。
- 2002年・2003年　ヨーロッパ、アジア・太平洋地域へ事業展開開始
- 2004年　東京オフィス開設
- 2005年1月　社名を「Resources Global Professionals」に変更。
- 2006年　フォーチュン誌の最も急成長している企業61位に選出。
- 2013年6月　創立者ドナルド B.マレーがCEO退任。
- 2015年　フォーブス誌の米国で最も信頼出来る企業の一つに選出。
- 2016年12月　Kate DucheneがCEOに就任。
- 2021年　アメリカの最高経営コンサルティング会社と、最高の中規模雇用者リストでフォーブス誌より表彰。

## 社風と経営方針
世界で働く全コンサルタントの67％が女性及びマイノリティーである。
RGPのオフィスでは近年各地域(San Diego, Texas, Tulsa, Arizona, Tampa, Connecticut)でトップの働きやすい職場と認定。
コンサルタントの多くは、フリーランス・業務委託という形でプロジェクトに参画している点において、他のコンサルティングファームと一線を画している。
日本に関しては、現在約300人のコンサルタントが在籍し、その多くが大手コンサルティングファーム・BIG4の出身者である。また他のコンサルティング会社にはない実務経験豊富で即戦力となる人材を多数保有している。
日本でのクライアントはグローバルで展開している日系企業、または外資系企業の割合が多く、そのためグローバルのプロジェクトや英語力を要するプロジェクトが多いことが特徴。プロジェクトに参画しているコンサルタントは、社員に加えてプロフェッショナルサービスを展開する個人事業主も大半を占める。

## 提供サービス
- 財務・会計に関するアドバイザリー／コンサルティング／プロジェクト推進支援（会計・経理業務の実務支援・IFRS導入支援・会計システム導入等）
- DXコンサルティング／プロジェクト推進支援（SAP等のERP導入のPM／PMO、業務システム導入のPM／PMO／ビジネスアナリスト等）
- サプライチェーンにおける業務改善／プロジェクト推進支援（ディマンドプランニング／間接購買における業務改善支援）
- チェンジマネジメントに関するコンサルティング／プロジェクト推進支援（組織変革に伴うコンサルティング、業務フロー変更／システム導入後の定着支援等）